# 마야라타의 군주
마야라타의 군주는 스리랑카 서부에 위치한 중세 싱할라 국가이자 켈라니야 왕국으로도 알려진 마야라타를 다스렸던 군주의 목록이다.

## 역대 군주
| 초상화 | 이름          | 출생 | 죽음 | 즉위         | 폐위         | 전임자와의 관계 |
| ------ | ------------- | ---- | ---- | ------------ | ------------ | --------------- |
|        | 판두와스 데바 | -    | -    | 기원전 504년 | 기원전 474년 |                 |
|        | 야탈라 티사   | -    | -    | ?            | 기원전 205년 |                 |
|        | 켈라니 티사   | -    | -    | 기원전 205년 | 기원전 161년 |                 |
|        | 니샨카 말라   | -    | -    | 1187년       | 1196년       |                 |

## 같이 보기
- 마야라타